# Zborów (gmina w województwie tarnopolskim)
Zborów – dawna gmina wiejska w powiecie zborowskim województwa tarnopolskiego II Rzeczypospolitej. Siedzibą gminy było miasto Zborów, które stanowiło odrębną gminę miejską.

## Historia
Gminę utworzono 1 sierpnia 1934 r. w ramach reformy na podstawie ustawy scaleniowej z dotychczasowych gmin wiejskich: Cecowa, Jarczowce, Jezierzanka, Kabarowce, Korszyłów, Kudobińce, Kudynowce, Krasna, Meteniów, Młynowce, Pleśniany, Podhajczyki, Presowce, Sławna, Trawotłoki, Tustogłowy, Urlów i Zarudzie.
Do 1939 wójtem gminy był Stanisław Zaborowski.
W latach 1941–43 w Landkreis Tarnopol (Generalne Gubernatorstwo). 1 kwietnia 1943 z gminy Zborów wyłączono Krasną, włączając ją do gminy Płaucza Mała.
Po II wojnie światowej obszar gminy znalazł się w ZSRR.